# Samuel J. Crawford

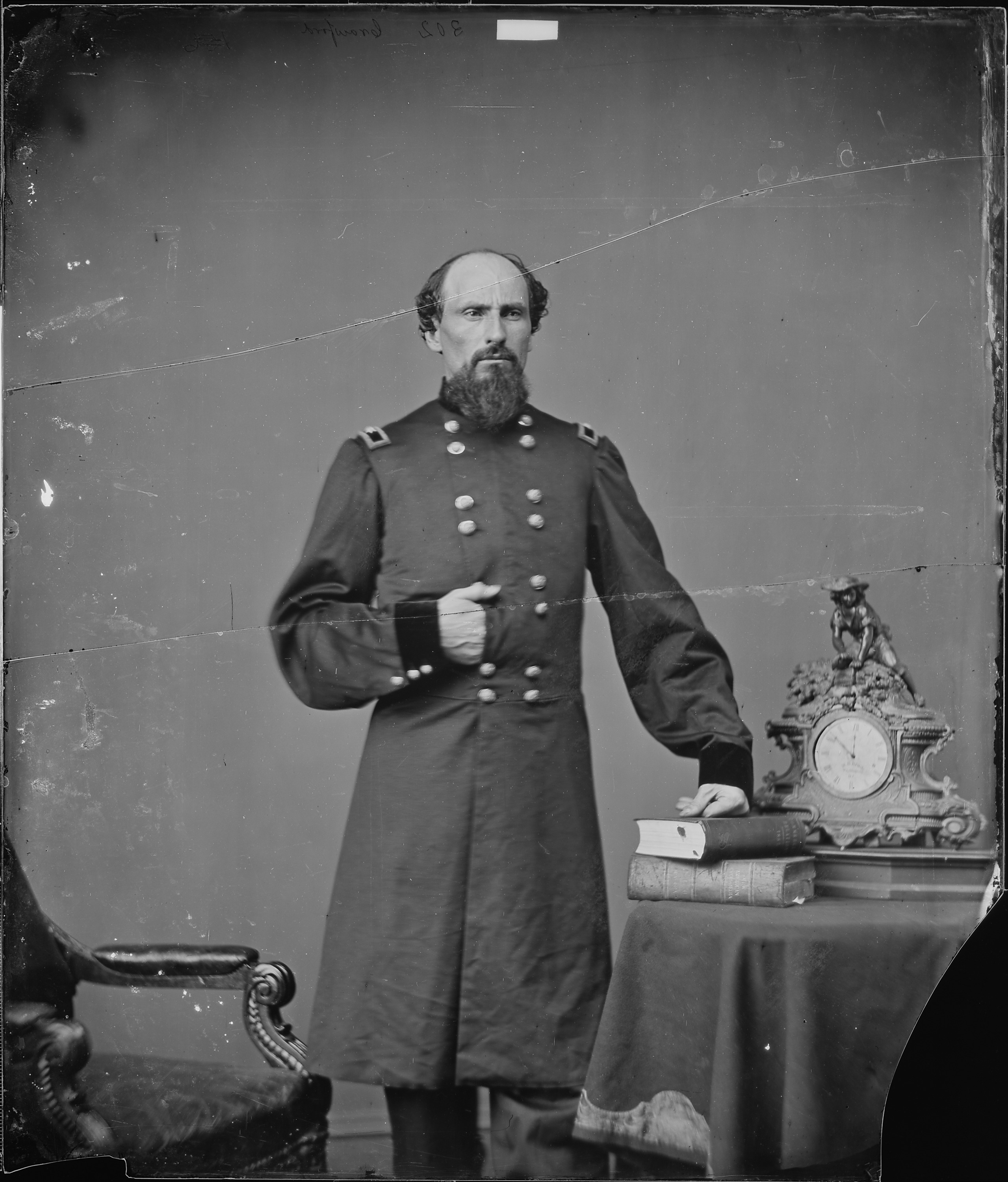
Samuel J. Crawford

Samuel Johnson Crawford (* 10. April 1835 im Lawrence County, Indiana; † 21. Oktober 1913 in Topeka, Kansas) war ein US-amerikanischer Politiker und von 1865 bis 1868 der dritte Gouverneur des Bundesstaates Kansas.

## Frühe Jahre
Samuel Crawford wuchs in seiner Heimat Indiana auf einer Farm auf und besuchte die örtlichen Schulen. Nach einem Jurastudium in Cincinnati wurde er 1858 als Rechtsanwalt zugelassen. Im Jahr 1859 zog Crawford in das Kansas-Territorium. Dort ließ er sich in Garnett als Anwalt nieder. Gleichzeitig wurde er politisch aktiv. Er war an der Gründung der Republikanischen Partei von Kansas beteiligt und wurde 1860 in das Staatsparlament gewählt.

## Bürgerkriegsaktivitäten
Nach Ausbruch des Bürgerkrieges trat er von seinem Mandat als Abgeordneter zurück, um einer Infanterieeinheit aus Kansas beizutreten. Im weiteren Verlauf des Krieges nahm er an mehreren Kämpfen, vor allem im südlichen Missouri, teil. Dabei stieg er bis zum Colonel auf. Später wurde er im Nachhinein sogar zum Brevet-Brigadegeneral ernannt. Inzwischen hatte ihn seine Partei als ihren Kandidaten für die 1864 anstehende Gouverneurswahl nominiert. Er gewann die Wahlen vom 8. November 1864 und konnte am 9. Januar 1865 seine Amtszeit antreten.

## Gouverneur von Kansas
In Crawfords Amtszeit wurden 36 neue Countys in Kansas gegründet. Die finanziellen Mittel für den Bau neuer Gebäude zur Unterbringung von Regierungsinstitutionen wurden bereitgestellt. Gleichzeitig wuchs die Bevölkerung des Staates stark an. Durch den Verkauf von Anteilscheinen wurde der Ausbau der Eisenbahnen finanziell sichergestellt. Ein geologisches Gutachten zur Erforschung des Staatsgebietes wurde ebenfalls in Auftrag gegeben. Zwischenzeitlich musste sich der Gouverneur auch mit Indianerangelegenheiten auseinandersetzen, weil es immer wieder zu Zusammenstößen mit den Ureinwohnern gekommen war. Erwähnenswert ist noch die Ratifizierung des 13. bzw. 14. Zusatzartikels zur US-Verfassung durch das Staatsparlament. Im Jahr 1866 wurde Crawford als erster Gouverneur von Kansas von den Wählern in seinem Amt bestätigt. Er beendete seine zweite Amtszeit aber vorzeitig, weil er sich den Truppen, die zum Kampf gegen die Indianer ausrückten, anschließen wollte. Daher trat er am 4. November 1868 ebenfalls als erster Gouverneur von Kansas von diesem Amt zurück. Vizegouverneur Nehemiah Green musste seine angebrochene Amtszeit beenden.

## Weiterer Lebensweg
Nach seinem Rücktritt vom Amt des Gouverneurs wurde Crawford Kommandeur des 19th Kansas Volunteer Regiment. Dieses Regiment schloss sich einem von den Generälen Sheridan und Custer geführten Feldzug gegen die Indianer an. Nach dem Ende seines militärischen Einsatzes im März 1869 praktizierte Crawford wieder als Anwalt. Bis 1876 war er in der Stadt Emporia im Immobiliengeschäft tätig. Dann war er 14 Jahre lang der Vertreter von Kansas in Washington als „State Agent“. Dort gelang es ihm in einer Reihe von Prozessen mit der Bundesregierung um alte Ansprüche des Staates Kansas gegenüber dem Bund, eine beträchtliche Summe für Kansas zu erringen. Er schafft es auch, einige Ländereien vom Bund zurückzuerhalten. Samuel Crawford verstarb im Oktober 1913. Er war mit Isabel Marshal Chase verheiratet, mit der er zwei Kinder hatte. Sein Schwiegersohn Arthur Capper wurde später ebenfalls Gouverneur von Kansas.